# 北陸朝日放送
北陸朝日放送株式會社（日语：／ Hokuriku Asahi Hōsō */?），通稱北陸朝日放送，簡稱HAB，是日本的一家以石川縣為播出地區的電視台。北陸朝日放送是朝日電視台聯播網ANN的成員，開播於1991年10月1日。北陸朝日放送的識別呼號為JOWY-DTV，遙控器號碼是5頻道。

## 資本構成
下表列出2021年3月31日時北陸朝日放送的主要股東:361：
| 資本金   | 發行股份總數 | 股東數 |
| -------- | ------------ | ------ |
| 30億日元 | 60,000股     | 43     |

| 股東             | 持股數   | 比例   |
| ---------------- | -------- | ------ |
| 朝日電視控股     | 11,980股 | 19.96% |
| 朝日放送         | 11,840股 | 19.73% |
| 朝日新聞社       | 11,740株 | 19.56% |
| 中日新聞社       | 03,000股 | 05.00% |
| 名古屋電視台     | 01,800股 | 03.00% |
| 富士媒體控股     | 01,800股 | 03.00% |
| 日本經濟新聞社   | 01,800股 | 03.00% |
| 讀賣新聞東京本社 | 01,800股 | 03.00% |

## 歷史

北陸朝日放送最初的商標

郵政省開放UHF頻段用於電視播出後，日本各大都市圈以外的縣份相繼開播了第二家商業電視台:5。此後以靜岡縣第三家商業電視台靜岡縣民電視台為範本（第三家商業電視台為跨網台，第四家商業電視台在第三家開播後不久即開播，第三家台則在第四家台開播後成為完全加盟台，這一方式被稱為「靜岡方式」），人口大縣開始相繼開播第三家及第四家商業電視台:6。
石川縣在1986年1月獲分配得到第三家商業電視台的名額，引發讀賣新聞（和本地的北國新聞合作）陣營和朝日新聞陣營的激烈爭奪，有多達296家業者申請:6。石川縣廳曾出面整合兩大陣營，但雙方都未妥協。最後，讀賣新聞陣營的金澤電視台在1990年4月開播，占得先機:6；朝日新聞陣營則在1990年9月25日獲得石川縣第四家商業電視台的預備執照，並在11月14日舉辦創立總會:8。1991年9月24日，北陸朝日放送獲得正式的播出執照，並自同一天17時開始試播:8。
1991年10月1日，北陸朝日放送正式開播:8。由於當時正值日本泡沫經濟崩潰後的景氣蕭條期，北陸朝日放送開播後第一個季度的營業額不足2.29億日元，僅有目標額3.186億日元的70%:9。此後亦由於經濟大環境蕭條和石川縣人口相對較少的制約，北陸朝日放送的營業額長期未能達成目標:10。直到1996財年，北陸朝日放送的營業額才首次超過30億日元，達31.6528億日元，並且實現了盈利:15。1997財年，北陸朝日放送的營業額進一步增加至33.69億日元:16。1998財年，由於經濟不景氣，北陸朝日放送出現開播後的首次營業額減少，但因費用控制得當，這一年北陸朝日放送的盈利反而增加:16。1998年2月，北陸朝日放送開設了官方網站:18。
北陸朝日放送自2006年10月1日開始播出數位電視訊號，並於2011年7月24日停止播出類比電視訊號。在開播30週年的2021年，北陸朝日放送啟用了新商標。

## 節目
北陸朝日放送自開播時就製作兒童新聞節目《KID'S NEWS》，是平成新台少有的在整個聯播網播出的節目:10。1992年4月，北陸朝日放送首次獲得ANN月份賞:11。北陸朝日放送最初的在平日傍晚播出的自製帶狀新聞節目是《HAB U Line》，在週一至週五的18:30播出:12。1995年，《HAB U Line》被17時40分播出的《HAB Wide Station》替代:12。現在北陸朝日放送在平日傍晚播出的自製資訊節目則是《HAB超級J頻道》，自1998年10月開始播出:19-20。
北陸朝日放送自製的大型資訊節目《DokiDoki電視》播出於1998年至2012年，在晚間黃金時段播出，第一期收視率僅有4.5%，但在2000財年的平均收視率成長至12.6%:21。2019年開始，北陸朝日放送在週一至週五午後播出自製資訊節目《ギュッ!と石川 ゆうどきLive》，介紹石川縣各地的資訊。

## 外部連結
- HAB 北陸朝日放送 （页面存档备份，存于）
- HAB 北陸朝日放送官方的X（前Twitter）
- YouTube上的北陸朝日放送官方頻道